# Eastern Institute for Integrated Learning in Management University
Die Eastern Institute for Integrated Learning in Management University (EIILM University) ist eine private Universität mit Sitz in Jorethang, Distrikt South Sikkim, Bundesstaat Sikkim, Indien. Eigentümer und Vorsitzender der 2006 eröffneten Einrichtung ist Vinay Kumar Rai. Ein zweiter Campus befand sich in Budang, West Sikkim. Ein weiterer Campus befand sich auf Mauritius. 2013 zählte man 275 Studenten.
Die Universität bot Fernstudien an, war aber nie anerkannt vom Distance Education Council (DEC).
Sunil Jeetah, CEO des Campus auf Mauritius, war der Bruder von Rajeshwar Jeetah, Minister für tertiäre Bildung auf Mauritius. 2011 zeichneten sich bereits Probleme mit der Zulassung des Campus auf Mauritius ab. Sunil Jeetah bezeichnete das Problem als rein politisch motiviert.
Vinay Kumar Rai wurde wegen des Vorwurfs des Verkaufs gefälschter Titel am 7. Mai 2013 auf dem Bagdogra Airport verhaftet; ebenso wurden der Vizekanzler O. B. Vijayan, der Registerführer Alok Bhandari und der Prüfungsvorsitzende V. Dahiya verhaftet. Die Vorwürfe lauteten: Fälschungen, Betrug und Bildung einer kriminellen Vereinigung.
Die Universität ist seit Dezember 2014 geschlossen; die Studenten wurden verlegt. Ein Gegenantrag der Betreiber blieb mit Gerichtsentscheidung vom 15. Oktober 2014 erfolglos.